# П'ять колосків
«П'ять колосків» — історична повість, яку українська письменниця з Канади Любов Василів-Базюк написала на основі власних спогадів, спогадів очевидців та документальних матеріалів. Твір присвячений Голодоморам та іншим трагічним подіям української історії. Закінчений та вперше виданий у 2009 році. Друге видання, перероблене і доповнене, вийшло у 2018 році.
Історію своїх героїв авторка починає в середині червня 1921 року, а історію Голодомору веде ще з 1919 року, коли влада наказала «зібрати силою з України 50 мільйонів пудів хліба і до першого травня доставити до Москви». Подальші події повісті розкривають нечувану жорстокість, з якою ламали український спротив, і не лише в роки Голодомору, а й протягом наступного десятиліття. Авторка згадує події Зимової війни, Карельської кампанії, Другої світової війни та третьої хвилі української еміграції. 
До книги також ввійшли поезії авторки: «Присвята», «ВІДЗНАЧЕННЯ 85-ліття ГОЛОДУ-ГЕНОЦИДУ в Україні», «Звернення до Бога», «Благання», «Страждання діточок», «Колоски», «У 81-у річницю ГОЛОДУ-ГЕНОЦИДУ». 
Передмову до другого видання написав доктор філософії, директор Центру канадознавства Національного університету «Острозька академія» Валерій Полковський. На його думку, творчість авторки продовжує «неперервність дослідження теми незаживаючої рани української душі, теми, яку світова громадськість не має забувати». 

## Цитати
«У хатах голодні діти - все кати забрали.
Лише сіно та кропиву їм позалишали...
Вимішала мати листя, каштаном скріпила,
Наробила паляничок й на воді зварила.
Дітям голод заморила, до сну положила,
Ревно плакала та в Бога рятунку просила...»